# Rozbark
Rozbark (niem. Rossberg) – dzielnica Bytomia. Do 1927 roku osobna gmina wiejska leżąca na wschód od murów miejskich Bytomia.

## Nazwa
Prawdopodobnie pierwsza wzmianka o miejscowości w formie Rosenberg pochodzi z 1223 roku. Nazwa była później notowana także w formach Rosenbergk (1654) Rozbark (1695), Rozbarg (1724), Rosberg (1743), Rosberg (1780), Rosberg (1783), Rossberg (1845), Rossberg (1864), Rossberg (1886), Rozbork (Rossberg) (1900), Rozbark (Rossberg) (1920).
Nazwa wywodzi się od wschodnio-środkowo-niemieckich wyrazów pospolitych rosen ‘różany’ i berg ‘góra’ (‘góra rózana’). Została ona fonetycznie spolszczona jako Rozbark. W procesie adaptacji nazwy do języka polskiego dokonała się substytucja wschodnio-środkowo-niemieckiej postaci *Ros('en')berg z regularnym przejęciem członu -berg jako – bark. Skrócenie pierwszego członu mogło być skutkiem tendencji do redukcji sylab nieakcentowanych w języku niemieckim. W wymowie gwarowej: rosbark.

## Historia

### Czasy piastowskie

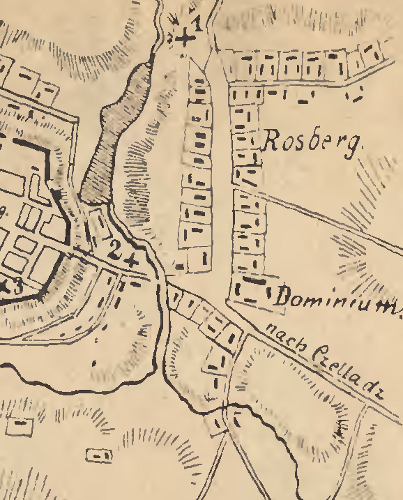
Rozbark na mapie z około 1800 roku

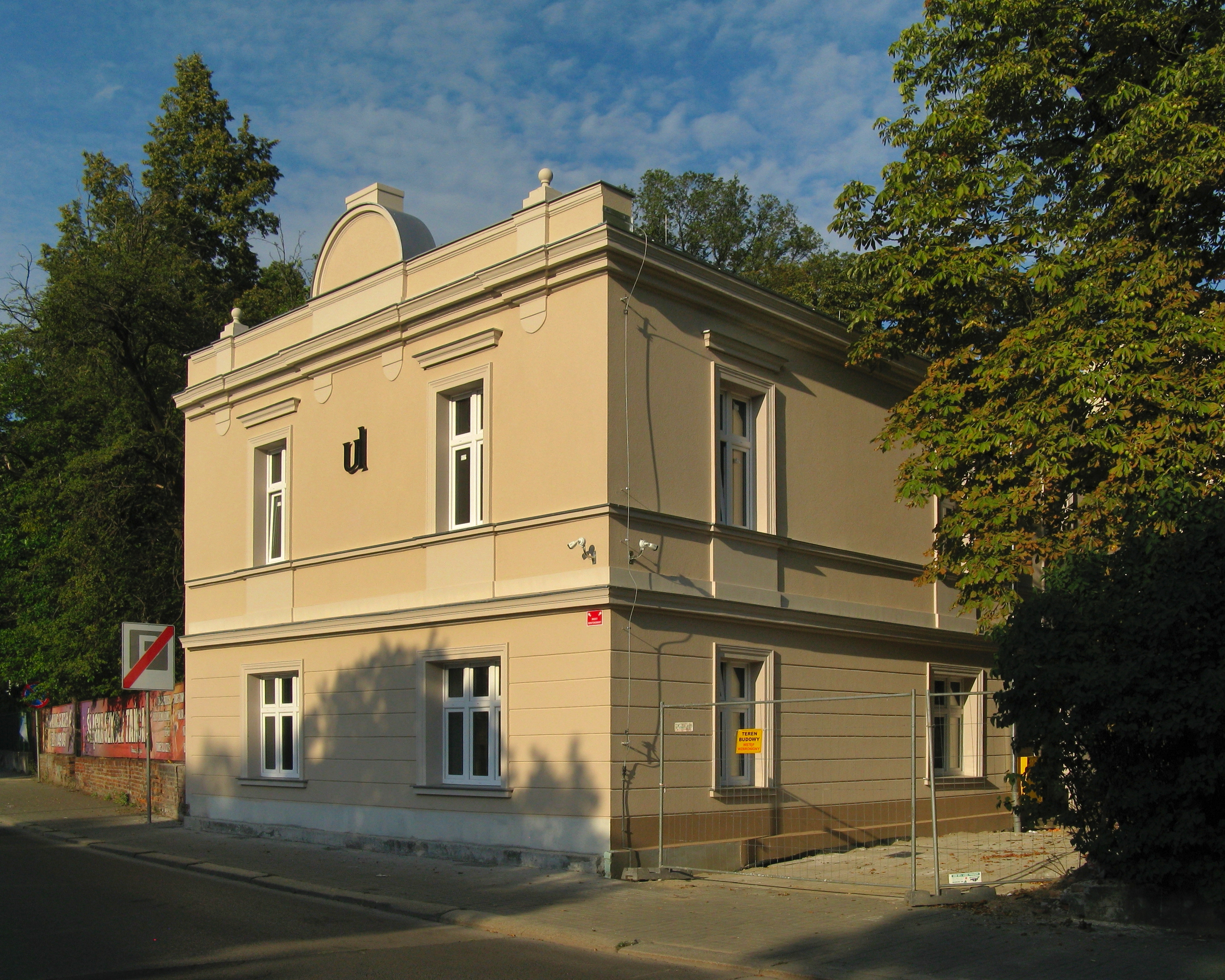
„Ul” od strony ulicy Korfantego (2020)

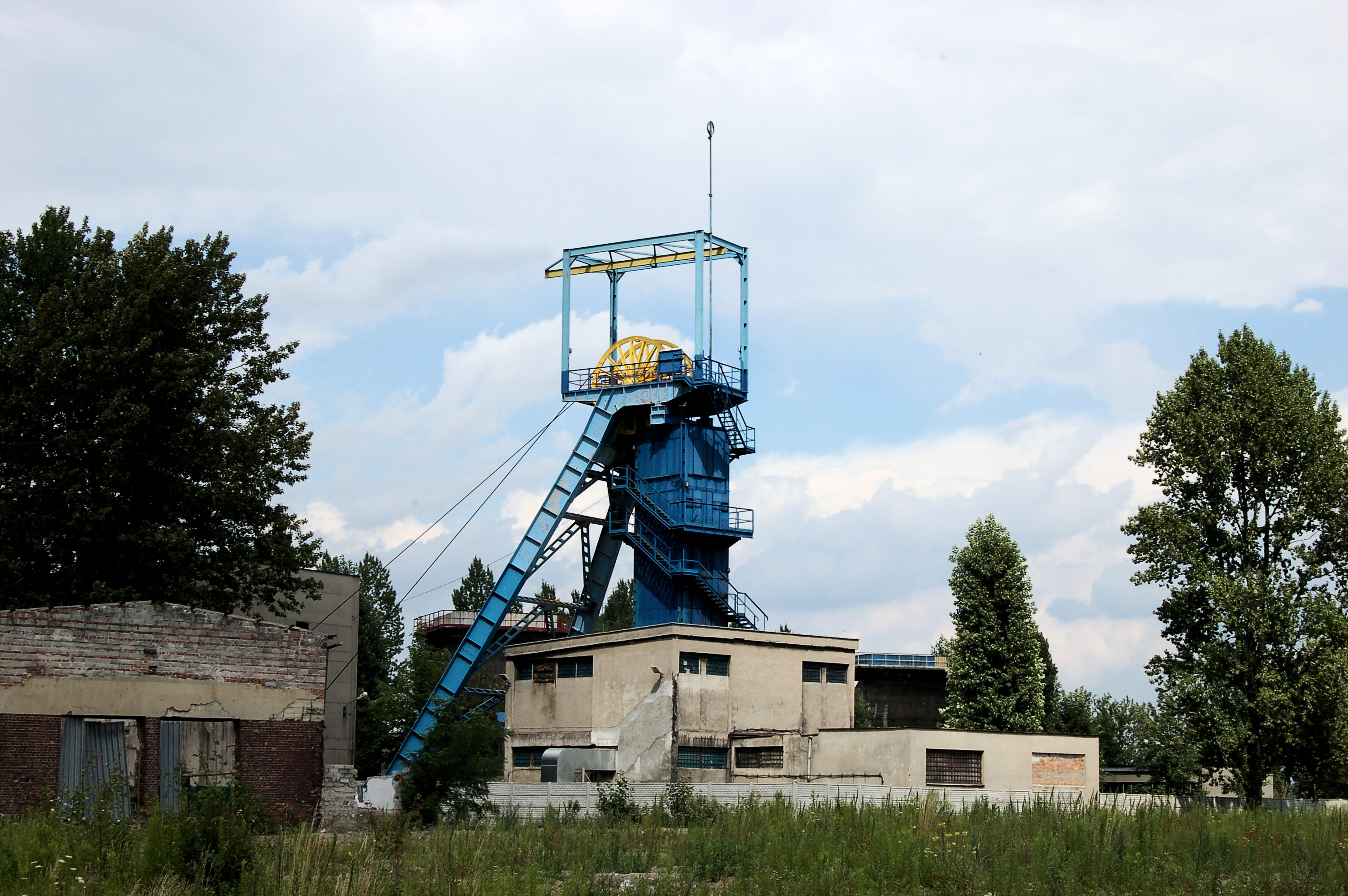
Szyb Barbara zlikwidowanej KWK Rozbark, fot. 2008 r.

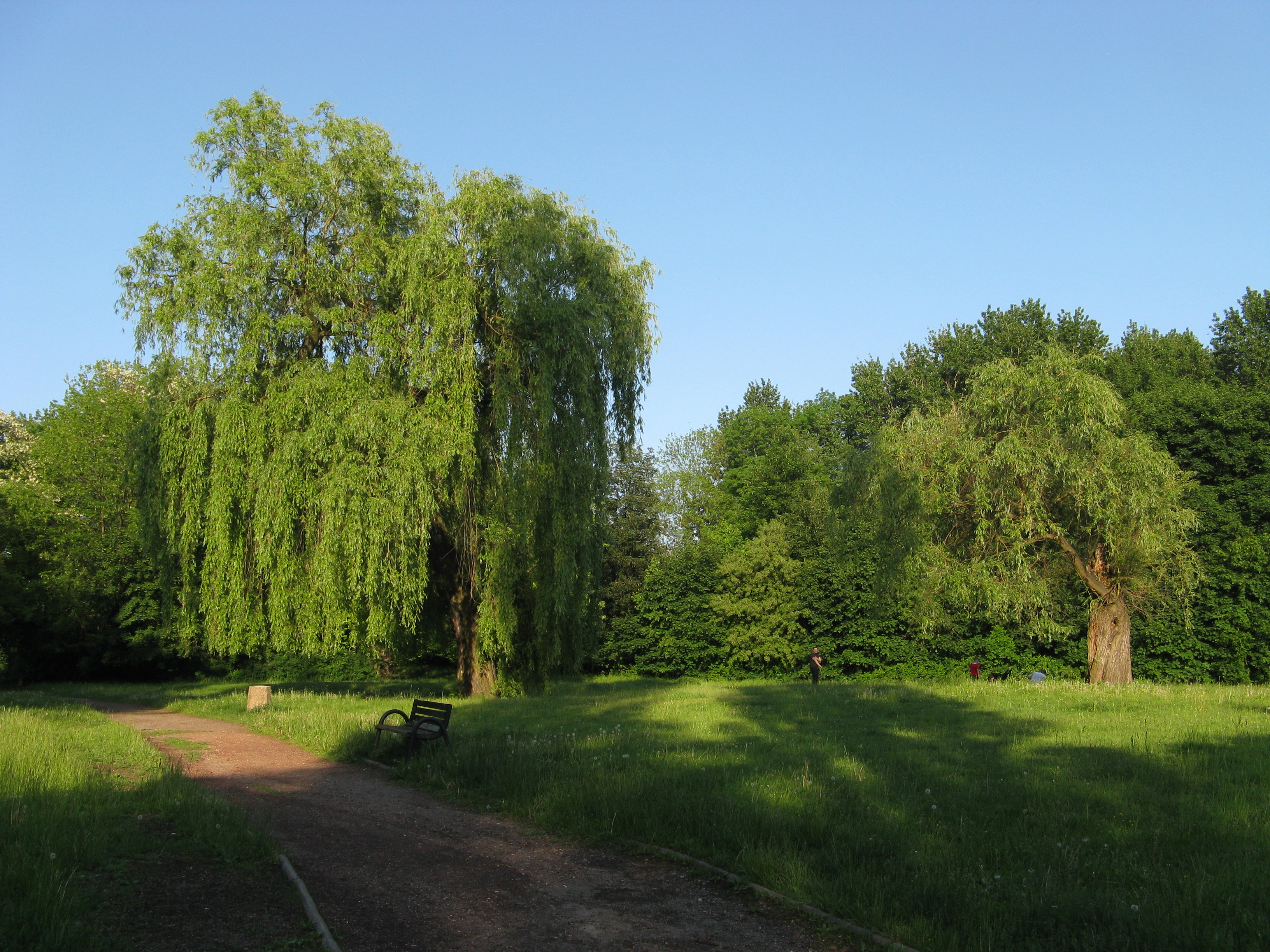
Park Mickiewicza w 2018 roku

Według legendy, właśnie na Różanym Wzgórzu (znanym też jako Srocze Wzgórze) miał głosić kazania święty Jacek Odrowąż ze szlacheckiego rodu Odrowążów. Dla jego uczczenia powstała w tym miejscu drewniana kaplica (prawdopodobnie około 1740 roku), a następnie murowany kościółek (1801). Obecny kościół św. Jacka powstał w latach 1908–1911.
W 1441 roku spłonęły wszystkie zabudowania wioski Rozbark.
6 lipca 1459 roku Rozbark został sprzedany Konradowi IX Czarnemu za 1700 grzywien przez Wacława I cieszyńskiego.
W 1474 roku nastąpiło spustoszenie Rozbarku podczas wojny o czeską sukcesję po śmierci Jerzego z Podiebradów.

### Nowożytność
16 sierpnia 1459 roku Rozbark znalazł się w granicach Węgier rządzonych podówczas przez Macieja Korwina. Po jego śmierci, na mocy pokoju w Ołomuńcu, w 1490 roku Rozbark ponownie należał do Królestwa Czech Władysława II Jagiellończyka.
W 1526 roku Rozbark przeszedł we władanie austriackich Habsburgów, a następnie Jerzego Hohenzollerna i jego syna Jerzego Fryderyka. Po śmierci Jerzego Fryderyka Hohenzollerna Rozbark stanowił od 1603 roku własność elektorów brandenburskich.
Kolejny poważny pożar zniszczył zabudowania Rozbarku w 1582 roku.
Dalsze zniszczenia wioski wiązały się z wojną trzydziestoletnią, w październiku 1643 roku Szwedzi dokonali napaści na mieszkańców, doszło również do powieszeń kilku z nich. W czasie tejże wojny, dzięki poparciu cesarza Austrii, Rozbark otrzymał Łazarz I Starszy Henckel von Donnersmarck.
Na mocy pokoju wrocławskiego z 11 czerwca 1742 roku Rozbark otrzymał król Prus Fryderyk II Wielki.

### XIX-XX wiek
Najszybszy rozwój miejscowości miał miejsce od początku XIX wieku i wiązał się z wydobyciem tu węgla kamiennego w kopalni Heinitz oraz rud cynku i ołowiu w kopalni Fiedlersglück. Do uruchomienia w Bytomiu kolei, źródłem utrzymania mieszkańców Rozbarku była ponadto spedycja konna.
Dynamiczny rozwój przemysłu wydobywczego wiązał się z piętnastokrotnym wzrostem liczby ludności Rozbarku na przestrzeni lat od 1858 do 1927:

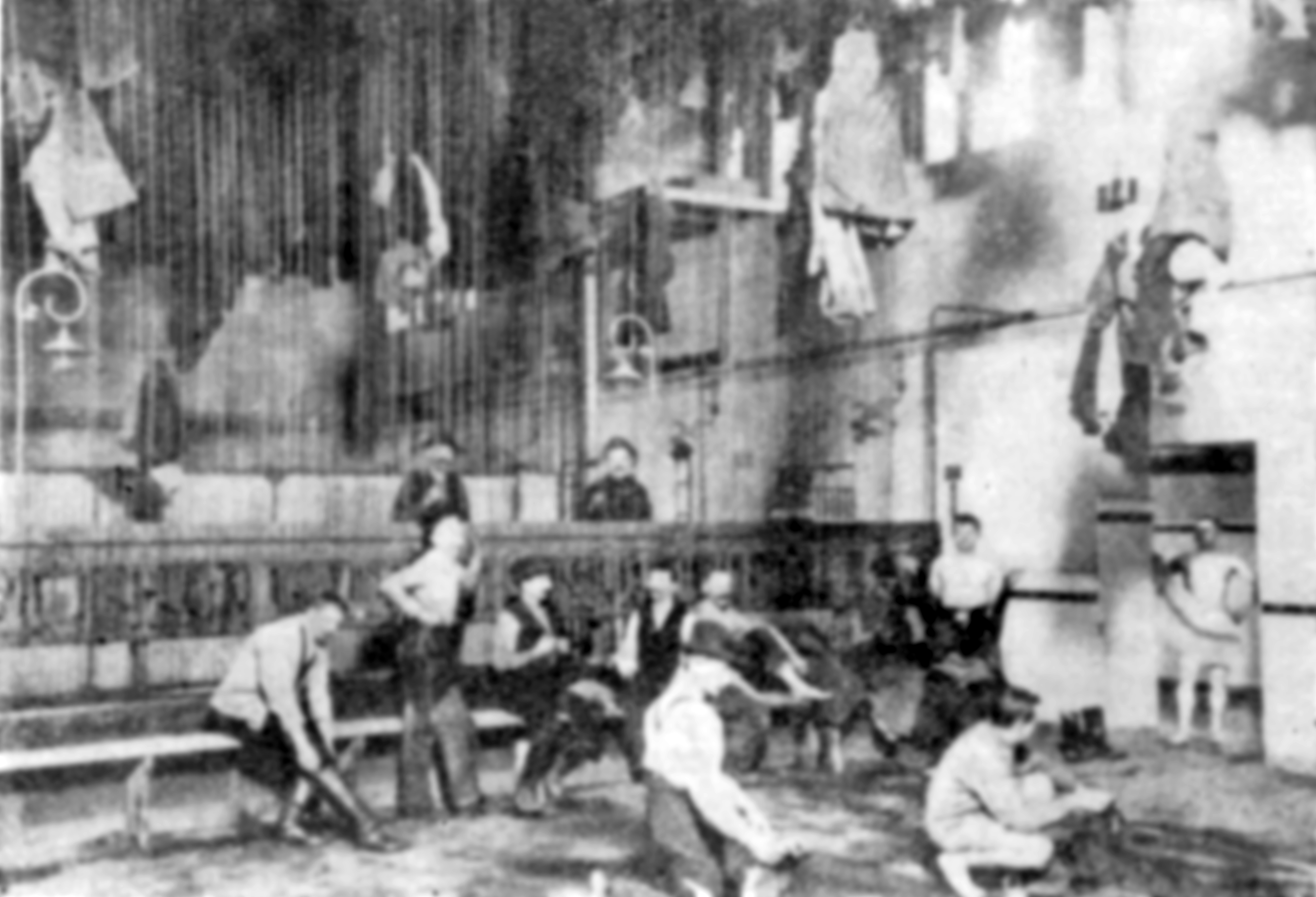
Łaźnia łańcuszkowa w kopalni rud cynku Jenny-Otto

Pierwsza szkoła w Rozbarku, obsługiwana początkowo przez jednego nauczyciela, powstała w 1842 roku.
Druga, dwunastoklasowa szkoła została zbudowana w 1885 roku, trzecia, dziesięcioklasowa szkoła powstała w 1895 roku. Czwarta, dwunastoklasowa, została otwarta w 1901 roku, kolejna, dwudziestoklasowa w 1906 roku. W 1911 roku powstała szósta szkoła w Rozbarku.
W 1879 roku uruchomiono pierwszy mały pięcioizbowy szpital, który dysponował 8 łóżkami.
W 1894 roku uruchomiono pierwszą wąskotorową linię tramwajową biegnącą przez Rozbark, na trasie z Gliwic do Piekar Śląskich .
Na początku XX wieku w Rozbarku działały liczne polskie organizacje m.in. Polskie Towarzystwo Gimnastyczne „Sokół” założone przez Henryka Wójcika, Związek Towarzystw Polek oraz chór Halka. W 1910 roku w miejscowości mieszkało 868 mieszkańców z czego 834 deklarowało język polski, a 34 niemiecki. W wyborach komunalnych jakie odbyły się w listopadzie 1919 roku 261 głosów oddano na polską listę uzyskując 10 z 12 mandatów. Podczas plebiscytu na Śląsku większość mieszkańców Rozbarku poparła przyłączenie do Polski. Za Polską głosowało w nim 254 wotantów, a za Niemcami 153 .
Miejscowość objęły walki w czasie powstań śląskich. 7 maja 1921 roku w III powstaniu zajęli ją powstańcy z 4 baonu strzeleckiego Karola Brandysa. 25 maja powstańcy ze wsparciem baonu Teodora Mańczyka z Podgrupy „Linke” odparli natarcie sił niemieckich Wilhelma Schustera idące z terenów zachodniego Górnego Śląska. Miejscowość do końca powstania pozostała w rękach powstańców jednak po jego zakończeniu znalazła się w granicach Niemiec. Z powodu skomplikowanego przebiegu linii granicznej w latach 1922–1937 przez dzielnicę przejeżdżał polski tramwaj, nie zatrzymując się jednak na niemieckim terytorium . W 1925 roku przy obecnej ul. Siemianowickiej rozpoczęto budowę kopalni rud cynku i ołowiu Deutsch-Bleischarleygrube.
Rozbark, podówczas część Republiki Weimarskiej, został przyłączony do Bytomia w 1927 roku .
W 1945 roku Bytom wraz z resztą Górnego Śląska został przyznany Polsce. W sierpniu 2014 roku otwarto Teatr Tańca i Ruchu Rozbark.
W dzielnicy Rozbark znajdują się trzy powojenne, duże osiedla: Pogoda, Osiedle Zawadzkiego i Osiedle Arki Bożka.

## Zabytki

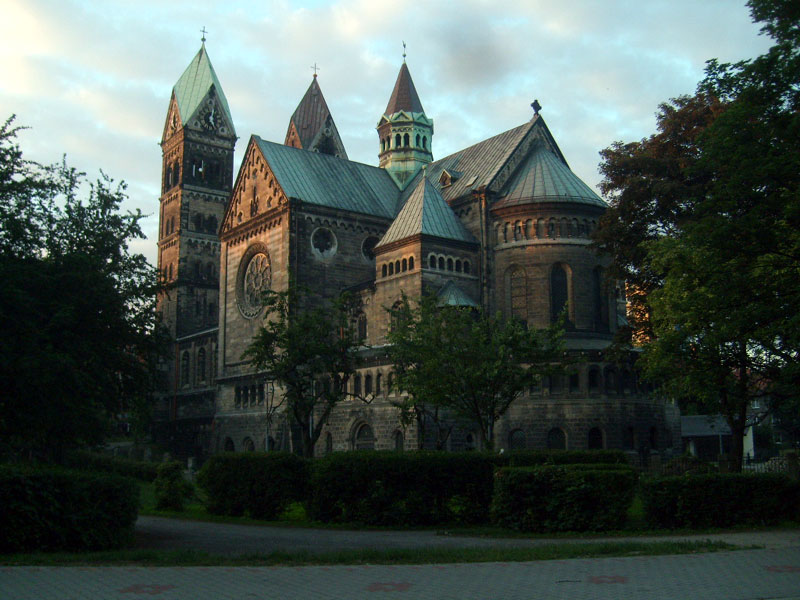
Kościół św. Jacka

- neoromański kościół św. Jacka z lat 1908–1911.
- Dom Polski „Ul” z końca XIX wieku. Siedziba polskich organizacji w latach 1910–1922
- eklektyczny budynek starostwa powiatowego z lat 1897–1898, obecnie wykorzystywany przez Muzeum Górnośląskie
- zabudowa rejonu głównego dawnej kopalni Rozbark

## Słynni mieszkańcy
- Grzegorz Gerwazy Gorczycki (ok. 1667–1734), duchowny katolicki, kompozytor i dyrygent, nazywany polskim Händlem
- Paul Habraschka – niemiecki pisarz i poeta górniczy